# Bombenangriff auf Stralsund am 6. Oktober 1944
Der Bombenangriff auf Stralsund am 6. Oktober 1944 wurde im Zweiten Weltkrieg im Rahmen der alliierten Kriegsführung gegen das Deutsche Reich von der United States Army Air Forces geflogen. Ihm fielen etwa 800 Menschen zum Opfer. Weite Teile der Stadt Stralsund wurden zerstört oder beschädigt.

## Angriffe vor dem 6. Oktober 1944
Bis zum 6. Oktober 1944 waren im Zweiten Weltkrieg nur wenige Bomben auf Stralsund gefallen. Wichtigere Ziele lagen in Swinemünde und Stettin sowie auf Usedom. Am 21. Mai 1944 hatte es einen ungezielten Notabwurf über der Kniepervorstadt gegeben, bei dem niemand verletzt, aber zwei Villen beschädigt wurden. Teile des Bahnhofsgeländes und der Zuckerfabrik wurden am 18. Juni 1944 bei einem Bombenangriff zerstört. Am 20. Juni 1944 stürzte ein Kampfflugzeug der Alliierten auf die in der Innenstadt gelegene Kleinschmiedstraße; dabei wurden dort sechs Häuser zerstört. Die meisten Bomben jedoch fielen in den Strelasund beim Dänholm.

## Das Leben im Oktober 1944
Die örtliche „Stralsundische Zeitung“ berichtete im Oktober 1944 über Bombardierungen deutscher Städte. Da dies aber Städte fernab Stralsunds betraf, bewegte die einheimische Bevölkerung viel mehr die Versorgungslage: Seit Mitte September 1944 galt die 60-Stunden-Arbeitswoche, immer mehr Frauen mussten die wegen des Krieges fehlenden männlichen Arbeitskräfte ersetzen. In den Tagen vor dem 6. Oktober 1944 kehrten viele Mädchen und Frauen vom sogenannten Osteinsatz zurück, um Heimaturlaub zu nehmen oder in Stralsund weiterzuarbeiten. Dies führte zu einem Versorgungsengpass; die „Stralsundische Zeitung“ verkündete am 4. Oktober 1944, dass „aus technischen Gründen erst am 7. Oktober den Parteidienststellen die Lebensmittelkarten zur Verfügung gestellt werden, wo sie zur Abholung durch die Blockverteiler bereitliegen.“ In derselben Ausgabe wurde beschrieben, wie aus getrockneten Apfelschalen Tee hergestellt werden könne und dass es eine „Pause in der Belieferung mit Gemüse“ geben werde; ein Artikel trug die Überschrift „Mahnung an die Eltern. Bei Luftwarnung Kinder von der Straße.“

## Der Angriff

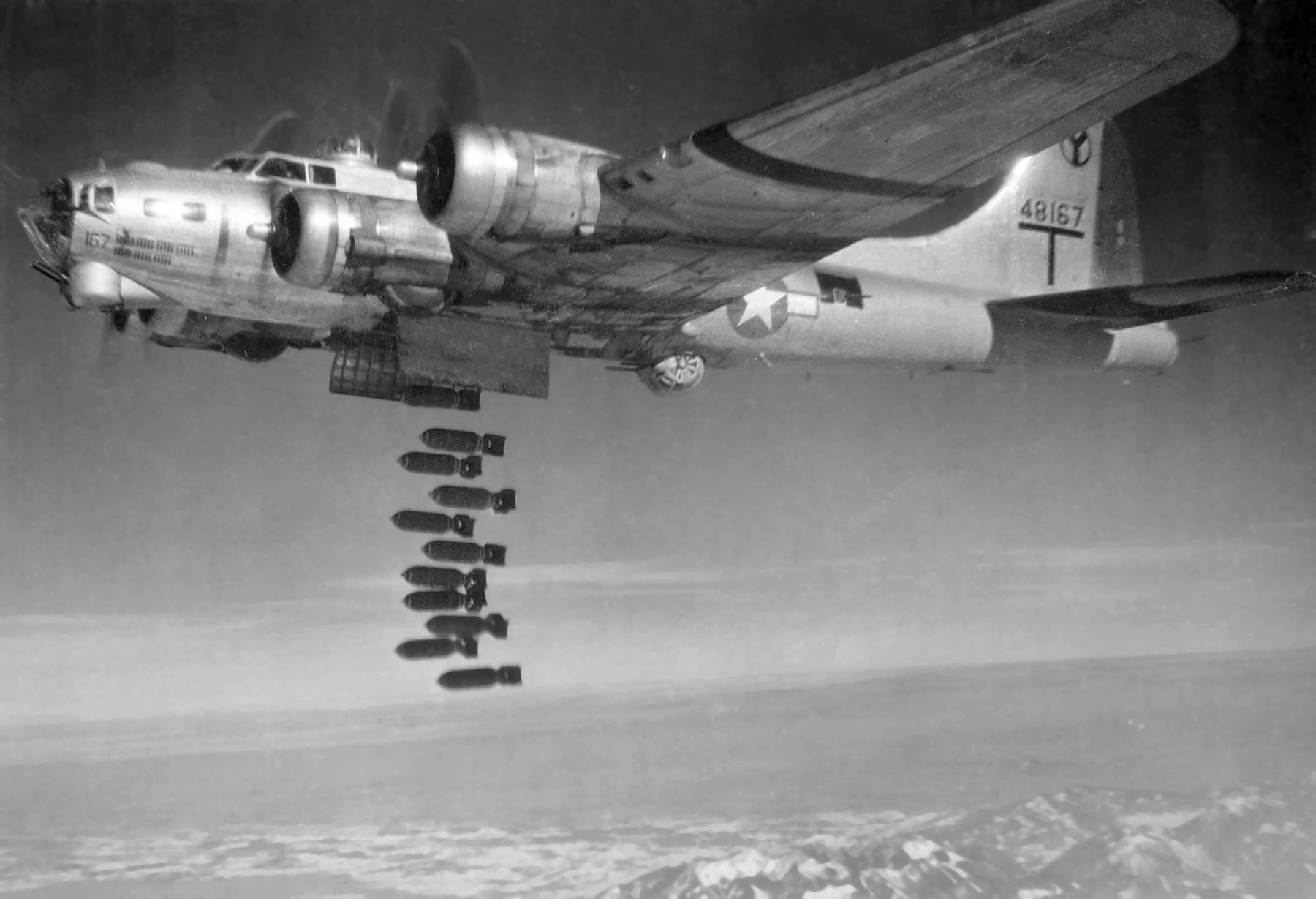
Eine US-amerikanische Boeing B-17 beim Bombenwurf (Beispielbild)

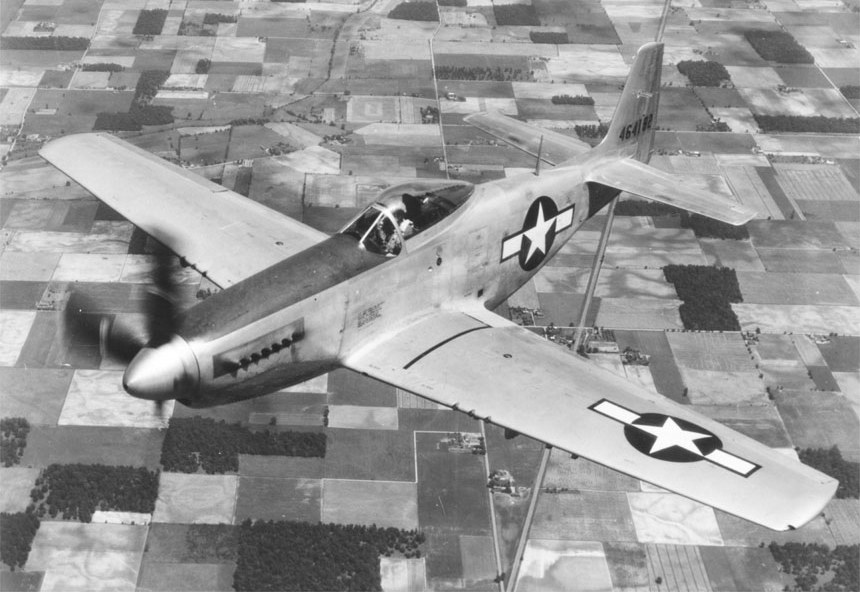
Eine US-amerikanische P-51 "Mustang" (Beispielbild)

Die 379th und 381st Bombardment Group der 1st Bombardment Division der 8th Air Force hatte den Auftrag, die Hydrierwerke Pölitz bei Stettin anzugreifen. Wegen schlechten Wetters über dem Zielgebiet drehten die 110 B-17 „Flying Fortress“ mitsamt ihrem Begleitschutz durch eine große Zahl von P-51 Mustang Jagdflugzeugen jedoch über Peenemünde ab. Für diesen Fall war als ein Ausweichziel Stralsund bestimmt worden.
Um 10 Uhr hatte der deutsche Flugwachdienst gemeldet, dass sich aus Richtung Nordsee Fliegerverbände näherten. Um 11:55 Uhr ertönte in Stralsund Fliegeralarm wegen der aus südöstlicher Richtung einfliegenden Bomberformation. Die Menschen suchten, wie schon so oft in den vergangenen Tagen, die Keller auf.
Der Fliegerverband hatte die Insel Rügen überflogen und in Höhe der Stadt Bergen eine Angriffsstaffel aus 20 Maschinen abgesondert. Diese flog als „Spähtrupp“ den anderen Maschinen voraus. Über Stralsund wurden vier Rauchbomben abgeworfen.
Um 12:30 Uhr traf die erste von drei Angriffswellen die nahezu wehrlose Stadt: Da Stralsund vom Deutschen Reich als „militärisch unbedeutend“ eingestuft war, verfügte die Stadt nur über wenige Flak-Geschütze. Diese konnten zudem am 6. Oktober die anfliegenden Bomber aufgrund deren Flughöhe nicht erreichen.
Die erste Welle traf gezielt das Elektrizitätswerk und die Wasserversorgung. Weitere Ziele waren der Rügendamm, das Hafengebiet, die Innenstadt und die Frankenvorstadt. In der Frankenvorstadt wurden die Reiferbahn, die Hafenstraße sowie die Straßen Kleiner und Großer Diebsteig total zerstört.
Eine zweite Angriffswelle traf gegen 13:00 Uhr ein. Ziele lagen wiederum in der Innenstadt und der Frankenvorstadt. Auch die unmittelbar anschließende dritte Angriffswelle hatte diese zivilen Objekte zum Ziel.
Gegen 14 Uhr drehten die Angreifer ab. Kurze Zeit später wurde offiziell Entwarnung gegeben.
Bei den Angriffen hatten die US-Bomber ca. 1.500 Sprengbomben mit Einzelgewichten zwischen 100 und 1.000 Kilogramm, insgesamt 248 Tonnen abgeworfen. Laut Kriegstagebuch der USSAF waren es sogar 367 Tonnen.

## Opfer
Die ersten Opfer waren Arbeiter der Zuckerfabrik, deren Splitterschutzbunker bei der ersten Angriffswelle einen Volltreffer erhalten hatte.
Die „Stralsundische Zeitung“, die erst am 9. Oktober 1944 berichtete, sprach nur von einer „größeren Zahl von Todesopfern“. Standesamtliche Unterlagen ergeben 679 Tote, eine im Stralsunder Stadtarchiv vorliegende namentliche Liste beziffert die Zahl der Opfer auf 685, darunter neben 623 Stralsundern auch Durchreisende und sowjetische Zwangsarbeiter. Zeitzeugen sprachen von bis zu 1.000 Toten. Zur Zahl der getöteten Wehrmachtsangehörigen gibt es keine Angaben.
Insgesamt wird die Zahl der Opfer auf 800 geschätzt.
Für die deutschen Toten ordnete die Nationalsozialistische Deutsche Arbeiterpartei (NSDAP) für den 12. und 16. Oktober 1944 Massenbegräbnisse auf dem Zentralfriedhof an.

## Schäden
Beim Luftangriff am 6. Oktober 1944 wurden in Stralsund etwa 8.000 Wohnungen getroffen. Es gab zwischen 12.000 und 14.000 Obdachlose.
Von den 2.285 Gebäuden der Innenstadt wurden 385 ebenso zerstört wie 133 Geschäfte und 17.500 m² Gewerberaum. Zu den zerstörten 43 Baudenkmalen gehörten die Johanniskirche und der Kreuzgang im Johanniskloster, das Semlower Tor, das Wrangelsche Palais und das Gebäude der Schiffercompagnie. 176 Wohnhäuser hatten Schäden erlitten, die sie unbewohnbar machten. 19 Prozent aller Häuser der Stadt und damit fast 47 Prozent des städtischen Wohnraums waren zerstört.

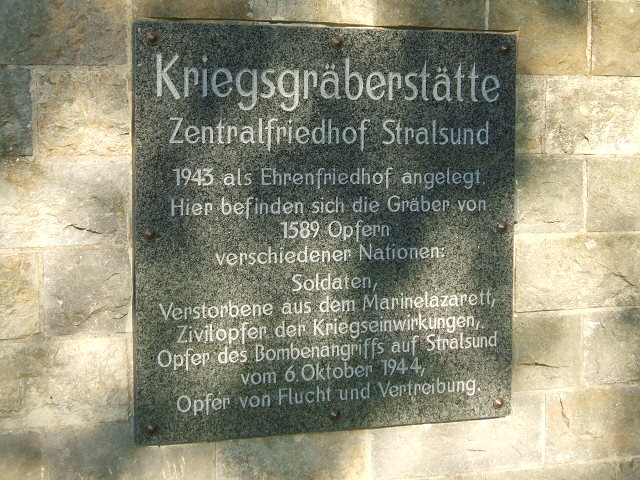
Gedenktafel auf dem Zentralfriedhof

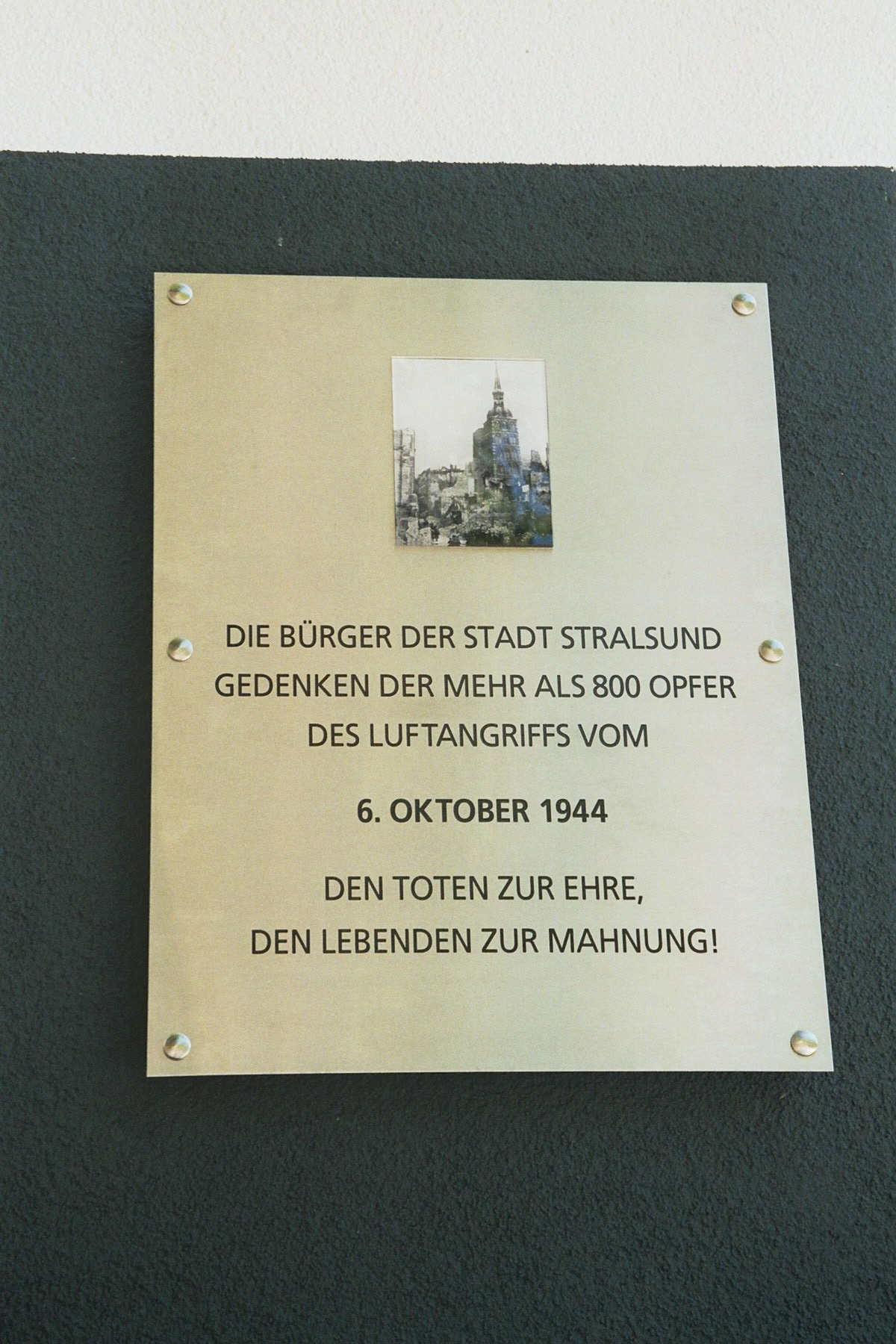
Gedenktafel für die Opfer der Luftangriffe am 6. Oktober 1944

Die Sprengbomben hatten ganze Straßenzüge zerstört, die Brandbomben die Stadt in Flammen gesetzt. Die Trümmer erschwerten die Lösch- und Bergungsarbeiten; Löschwasser konnte nur aus den städtischen Teichen entnommen werden, was die Rettung stark verzögerte.
Die Telefonverbindungen funktionierten bereits am 7. Oktober 1944 wieder, die Strom- und Wasserversorgung jedoch erst Tage später. Trinkwasser wurde aus der Umgebung mit Tankkesseln herangeschafft.
Die Kosten für die Beseitigung der Schäden im Hafen wurden allein auf 500.000 Reichsmark geschätzt. Neben Beschädigungen der Gebäude, Brücken, Kaianlagen und Uferbefestigungen waren 16 Schiffe versenkt bzw. schwer beschädigt worden.

## Berichterstattung
Die „Stralsundische Zeitung“ berichtete am 9. Oktober 1944 von den Angriffen und den Schäden. Eine Zahl der Toten wurde nicht genannt. Todesanzeigen wurden nur in beschränktem Maß angenommen. Dafür berichtete die Zeitung vom Besuch des Gauleiters Franz Schwede-Coburg, der den Mut der Stralsunder lobte.

## Erinnerung
Aus Anlass des 60. Jahrestages des Bombenangriffs erstellten Schüler des Stralsunder Hansa-Gymnasiums eine umfangreiche Dokumentation des 6. Oktobers 1944 in Stralsund. Parallel dazu rief der Stadtschülerrat u. a. in der Ostsee-Zeitung zu einer stadtweiten Gedenkminute auf, um an die Opfer zu erinnern. Als Schlusspunkt erarbeiteten die Schüler in Zusammenarbeit mit dem Stralsunder „mückenschweinverlag“ ein Buch zum Thema, basierend auf historischen Fakten und Zeitzeugenberichten.
Am 8. Mai 2005 wurde an einem Haus in der Badenstraße nahe dem Rathaus eine Gedenktafel mit dem Text „Die Bürger der Stadt Stralsund gedenken der mehr als 800 Opfer des Luftangriffes vom 6. Oktober 1944. Den Toten zur Ehre, den Lebenden zur Mahnung!“ angebracht.